# Varhaug
Varhaug este o localitate din comuna Hå, provincia Rogaland, Norvegia, cu o suprafață de 1,56 km² și o populație de 3.002 locuitori (2013).